# Yerpa
Yerpa, ook wel Brag Yer-pa, Drak Yerpa, Dagyeba, Dayerpa of Trayerpa g•yer pa) was een Tibetaans boeddhistisch klooster op 16 km ten noordoosten van Lhasa op de noordoever van de rivier Kyichu. Van daaruit is het ongeveer 10 km naar de antieke meditatiegrotten in de kalksteenkliffen van de Yerpavallei.
Er zijn een aantal kleinere tempelschrijnen en hermitages en de kliffen bevatten enkele van de vroegst bekende meditatieplaatsen in Tibet, waarvan er sommigen dateren van voor de intrede van het boeddhisme. De meest bekende plaatsen zijn verbonden met de koning Songtsen Gampo (604-650) en Padmasambhava (8e-9e eeuw), ook wel Goeroe Rinpoche genoemd.
De oude gompa van Kadampa (Yerpa Drubde) ging over naar de gelug na de reformatie van Tsongkapa. Er leefden hier ongeveer 300 monniken van het begin van 19e eeuw tot de opstand in Tibet van 1959. Ook diende het als zomerresidentie van het tantrische college Gyuto uit Lhasa. Tijdens de Culturele Revolutie (1966-76) werd de gompa verwoest en de grotten geplunderd. Er hebben nadien kleine herbouwwerkzaamheden plaatsgevonden: er zijn nieuwe beelden gemaakt en nieuwe schilderingen aangebracht in de grotten.

## Galerij

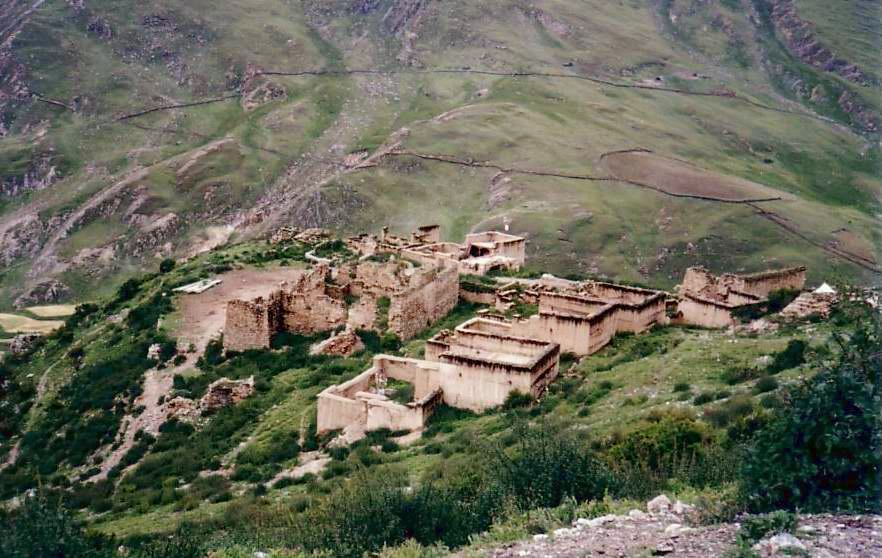
Ruïnes van het klooster, 1993
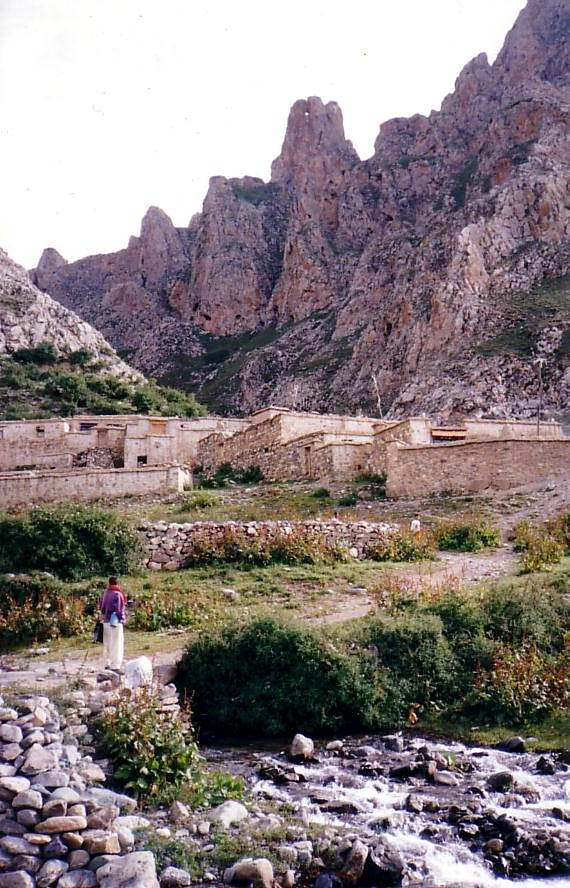
Yerpa, 1993
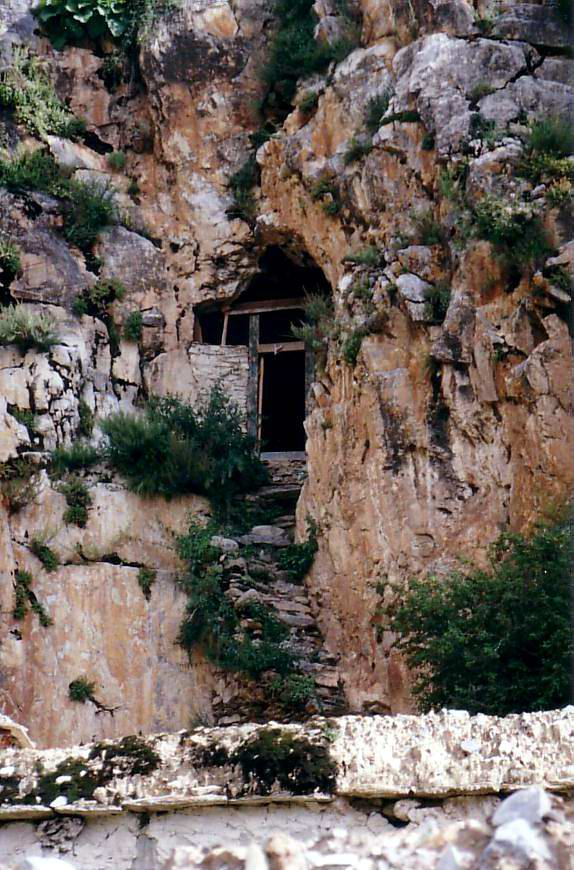
Ingang naar Dawa Puk, het graf van Goeroe Rinpoche
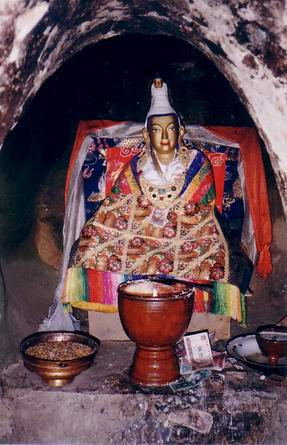
Een beeld van koning Songtsen Gampo in zijn meditatiegrot in Yerpa
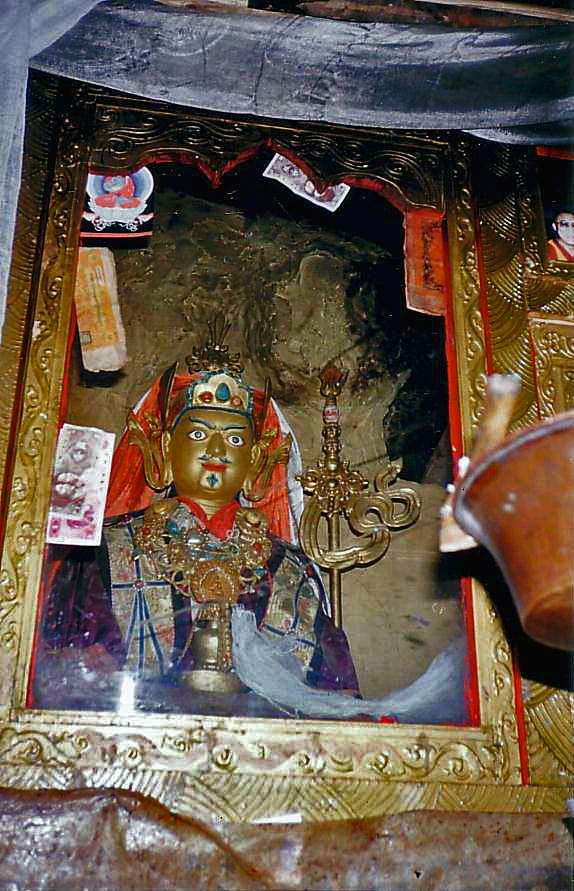
Beeld van Goeroe Rinpoche in zijn meditatiegrot
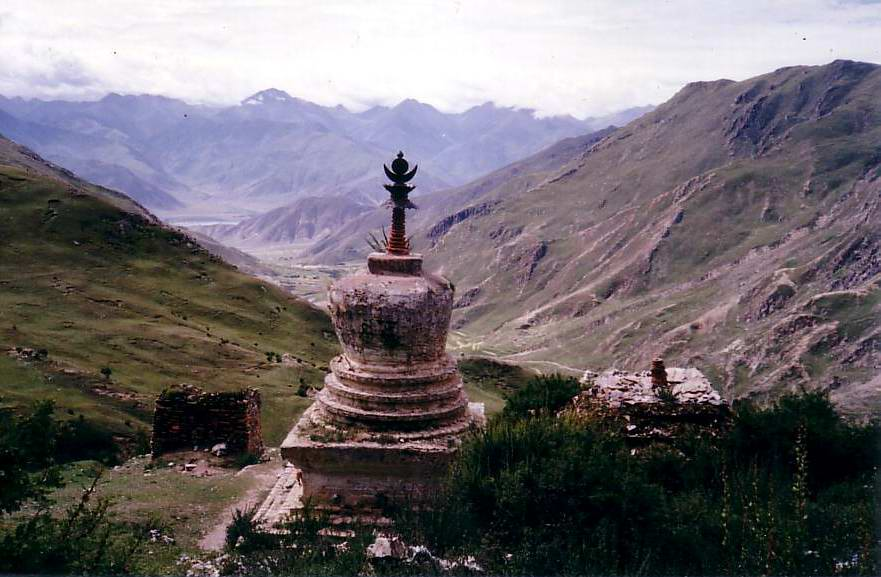
Vallei van Yerpa
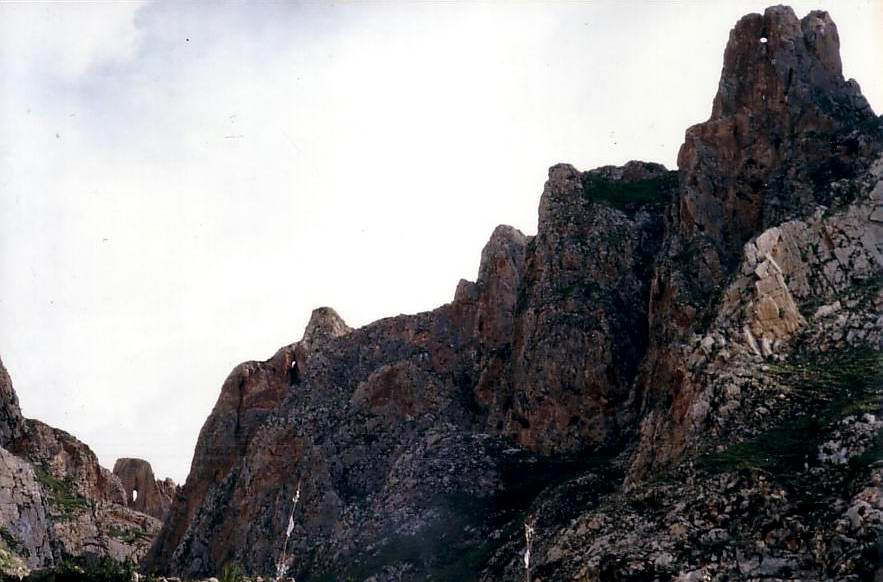
Gesar's pijlholen
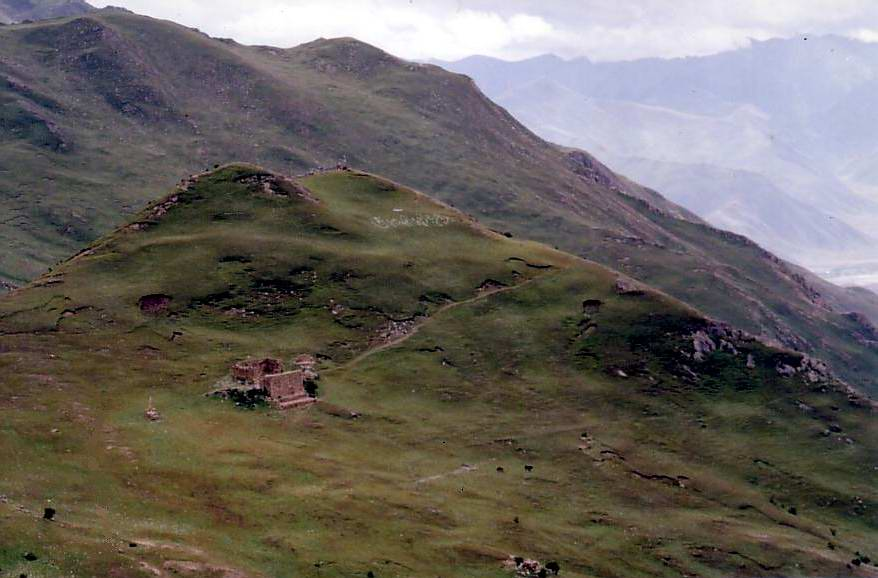
Luchtbegrafenisplaats van Yerpa